# Kulcs
Kulcs est un grand village de Hongrie de 2114 habitons à 60 km au sud de la capitale Budapest. Ici il y a beaucoup d'estivant pendant l'été.

## Jumelage
- Kecsetkisfalud (hu) (Roumanie)